# والنات گروو (آلاباما)
والنات گروو (به انگلیسی: Walnut Grove) شهرکی در شهرستان اتوا ایالت آلاباما است که مساحت آن ۱۳٫۰۵ کیلومترمربع است و در سرشماری سال ۲۰۱۰ میلادی، ۶۹۸ نفر جمعیت داشته و تراکم جمعیتی آن، ۵۳٫۴۹ نفر در کیلومترمربع بوده است.